# Heilige Kruisvindingskerk (Odiliapeel)
De Heilige Kruisvindingskerk is een kerkgebouw in Odiliapeel in de gemeente Maashorst in de Nederlandse provincie Noord-Brabant. Het kerkgebouw staat aan de Oudedijk 41 in het midden van het dorp. Achter de kerk, aan de zuidzijde, bevindt zich een begraafplaats.
De kerk is gewijd aan de Heilig Kruisvinding.

## Geschiedenis
In 1930 stond er in Odiliapeel een noodkerk.
In 1959 werd er een nieuwe kerk gebouwd naar het ontwerp van architect Jan de Jong.
In 2011 werd de kerk ontdaan van zijn functie als parochiekerk. De Sint-Petruskerk in Uden nam deze taak over.
Op 27 februari 2015 werd de kerk opgenomen in het rijksmonumentenregister.

## Opbouw
Het bakstenen kerkgebouw is een zaalkerk opgetrokken in Bossche School-stijl op een rechthoekig plattegrond. Op de noordoostelijke hoek staat een vierkante kerktoren met uurwerken en klokken.